# THX 1138
THX 1138 — фантастическая драма-антиутопия 1971 года о жизни в XXV веке, первый полнометражный фильм режиссёра Джорджа Лукаса. Является полнометражным ремейком студенческой короткометражки режиссёра Электронный лабиринт: THX 1138 4EB.

## Сюжет
В XXV веке люди вынуждены жить под землёй, их жизнь подвергается жёсткому контролю со стороны компьютеров. В качестве имён используются буквенно-цифровые комбинации. Приняты законы, которые предписывают приём ряда «лекарств», блокирующих какие-либо эмоциональные проявления. Люди используются на производстве в качестве оболваненных рабов. Любые проявления человеческих чувств считаются отклонением от нормы и жестоко подавляются.
Гражданин THX 1138 (Роберт Дюваль) хочет оставаться человеком и восстаёт против системы.

## В ролях
- Роберт Дюваль — THX 1138
- Мэгги Мак-Оми — LUH 3417
- Дональд Плезенс — SEN 5241
- Дон Педро Колли — SRT, голограмма
- Иэн Вулф — PTO, заключённый
- Маршалл Эфрон — TWA, заключённый
- Сид Хэйг — NCH, заключённый

## Награды и номинации
- 2005 год — Saturn Award номинация: лучшее DVD-издание классического фильма.

## История создания
Фильм снят на основе раннего студенческого пятнадцатиминутного фильма Джорджа Лукаса Electronic Labyrinth: THX 1138 4EB, снятого в 1967 году.
По замыслу Джорджа Лукаса герои являются воплощением понятий секс и любовь, что нашло отражение в именах главных героев — THX и LUH, которые соответственно созвучны словам sex и love.
В 2004 году вышла обновлённая режиссёрская версия фильма на DVD с дополнительными сценами и цифровыми спецэффектами, продолжительность 88 минут.

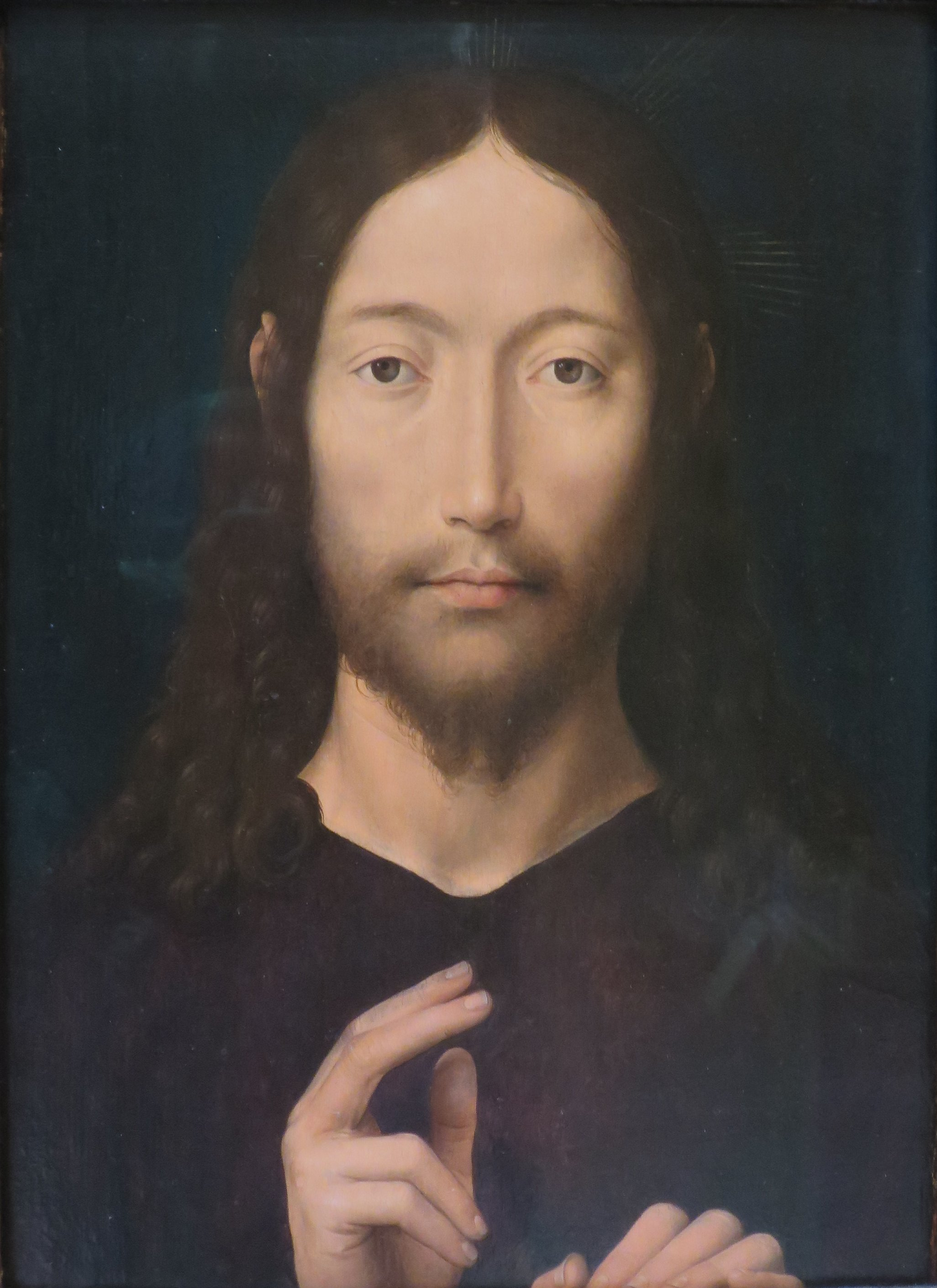
В фильме, в специальных кабинках для исповедей в качестве образа божества используется иллюстрация произведения Ханса Мемлинга «Христос благословляющий» (1478)

## Музыка
В финальной сцене фильма используется музыка из первой части оратории Иоганна Себастьяна Баха «Страсти по Матфею».

## Отсылки к фильму
В последующей продукции компании Джорджа Лукаса, в том числе во франшизе «Звёздные войны», аббревиатура THX и число 1138 неоднократно использовались в качестве отсылок к первому фильму Лукаса. Так, в фильме «Американские граффити» (1973) THX-138 — номер машины Джона Милнера, а в Эпизоде IV «Звёздных войн», в сцене с тюремным блоком «Звезды смерти», Люк Скайуокер называет местом назначения арестованного Вуки камеру номер 1138; это была импровизация Марка Хэмилла, которая не понравилась Джорджу Лукасу, но осталась в фильме. Много позднее, в Эпизоде I, в битве гунганов против дроидов виден дроид с номером THX 1138.
Подобные аллюзии присутствовали и в компьютерных играх. На уровне побега с имперского корабля в игре «Star Wars: The Force Unleashed» по интеркому можно услышать сообщение о побеге из камеры подопытного номер 1138. Также, в одном из эпизодов игры «Star Wars: The Force Unleashed II» генерал Рам Кота, подлетая к повстанческому флоту на корабле «Затмение» вместе со Старкиллером, использует код доступа TH 10-11-38. Кроме того, в тактическом шутере «Star Wars: Republic Commando» Босс, лидер отряда «Дельта», имеет порядковый номер РК-1138.
Аббревиатурой THX (Tomlinson Holman’s eXperiment) был назван стандарт контроля качества звука, разработанный компанией Lucasfilm в 1982 году.